# Universitat Demòcrit de Tràcia
Universitat Demòcrit de Tràcia (en grec:Δημοκρίτειο Πανεπιστήμιο Θράκης) és una universitat grega, la més gran de la regió grega de Macedònia Oriental i Tràcia. Compta amb instal·lacions en quatre ciutats del país (Komotini, Xanthi, Alexandrúpoli i Orestiada).
Va obrir les portes el 1974 com a universitat pública. El seu nom va ser col·locat en honor del filòsof grec Demòcrit.
El 2014 comptava amb 18 departaments i 27.000 estudiants.

## Facultats i departaments
- Xanthi 41° 08′ 31″ N, 24° 53′ 25″ E / 41.142079°N,24.890213°E
  - Facultat d'Enginyeria
    - Departament d'Enginyeria Elèctrica i Enginyeria en computació
    - Departament d'Enginyeria Civil
    - Departament d'Enginyeria de Medi Ambient
    - Departament d'Enginyeria de l'Edificació
    - Departament d'Enginyeria de Producció i Gestió
- Komotini 41° 08′ 31″ N, 24° 53′ 25″ E / 41.142079°N,24.890213°E
  - Departament de Dret
  - Departament d'Educació Física i Ciències de l'Esport
  - Departament d'Història i Etnologia
  - Departament de Literatura Grega
  - Departament d'Administració Social
  - Departament de Relacions Econòmiques Internacionals i Desenvolupament
  - Departament de Llengües, Literatura i Cultura dels països de la Mar Negra
  - Departament d'Administració d'Empreses
  - Departament de Ciència Política
- Alexandrúpoli 40° 51′ 43″ N, 25° 48′ 07″ E / 40.861927°N,25.801992°E
  - Departament de Medicina
  - Departament de Biologia Molecular i Genètica
  - Facultat de Ciències de l'Educació 
    - Departament d'Educació primària
    - Departament de Ciències de l'Educació de la Primera Infància
- Orèstia 41° 30′ 38″ N, 26° 32′ 04″ E / 41.510433°N,26.534429°E
  - Departament de Desenvolupament d'Agricultura
  - Departament d'Enginyeria de muntanyes i Gestió del Medi Ambient i Recursos Naturals